# Eixo Rodoviário de Brasília
O Eixo Rodoviário de Brasília (DF-002), mais conhecido pela alcunha informal de Eixão, é uma longa avenida que fica no Plano Piloto de Brasília, a capital do Brasil. Foi inaugurada com a cidade, no dia 21 de abril de 1960. Estende-se por cerca de treze quilômetros, ligando a Ponte do Bragueto, no norte do Plano Piloto, a Estrada Parque Aeroporto (EPAR ou DF-047), ao sul, já próximo ao Aeroporto Internacional de Brasília.
O Eixo Rodoviário foi criado por Lúcio Costa em seu projeto para o Plano Piloto, e é um dos dois grandes eixos da proposta de Lúcio, sendo o Eixo Monumental, o outro - enquanto o Monumental segue no sentido leste-oeste, o Rodoviário segue no sentido norte-sul. No primeiro esboço, ele era reto também, perpendicular ao Eixo Monumental, porém Lúcio o torna arqueado para se adaptar melhor ao terreno. Os dois eixos se cruzam na Rodoviária do Plano Piloto, que por isso é considerada o local do Marco Zero de Brasília. Em torno do Eixo Rodoviário ficam a Asa Norte e a Asa Sul - o eixo forma "as asas do avião" conforme a errônea crença popular que a cidade teria sido projetada com esse formato.
Conforme o planejado, a avenida reúne tem em seu perímetro quadras residenciais da Asa Norte e da Asa Sul. É uma das principais vias de Brasília.

## História

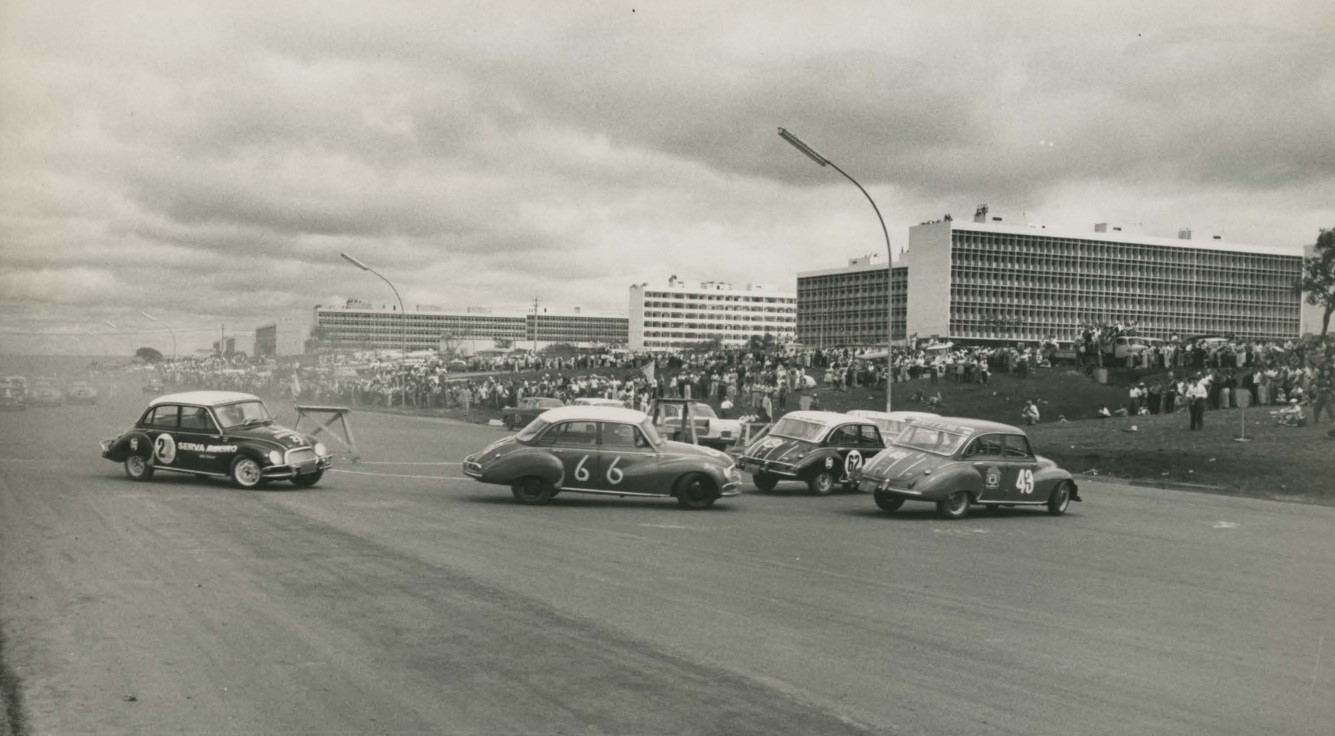
A corrida inaugural aconteceu em um circuito de rua no Eixão Sul.

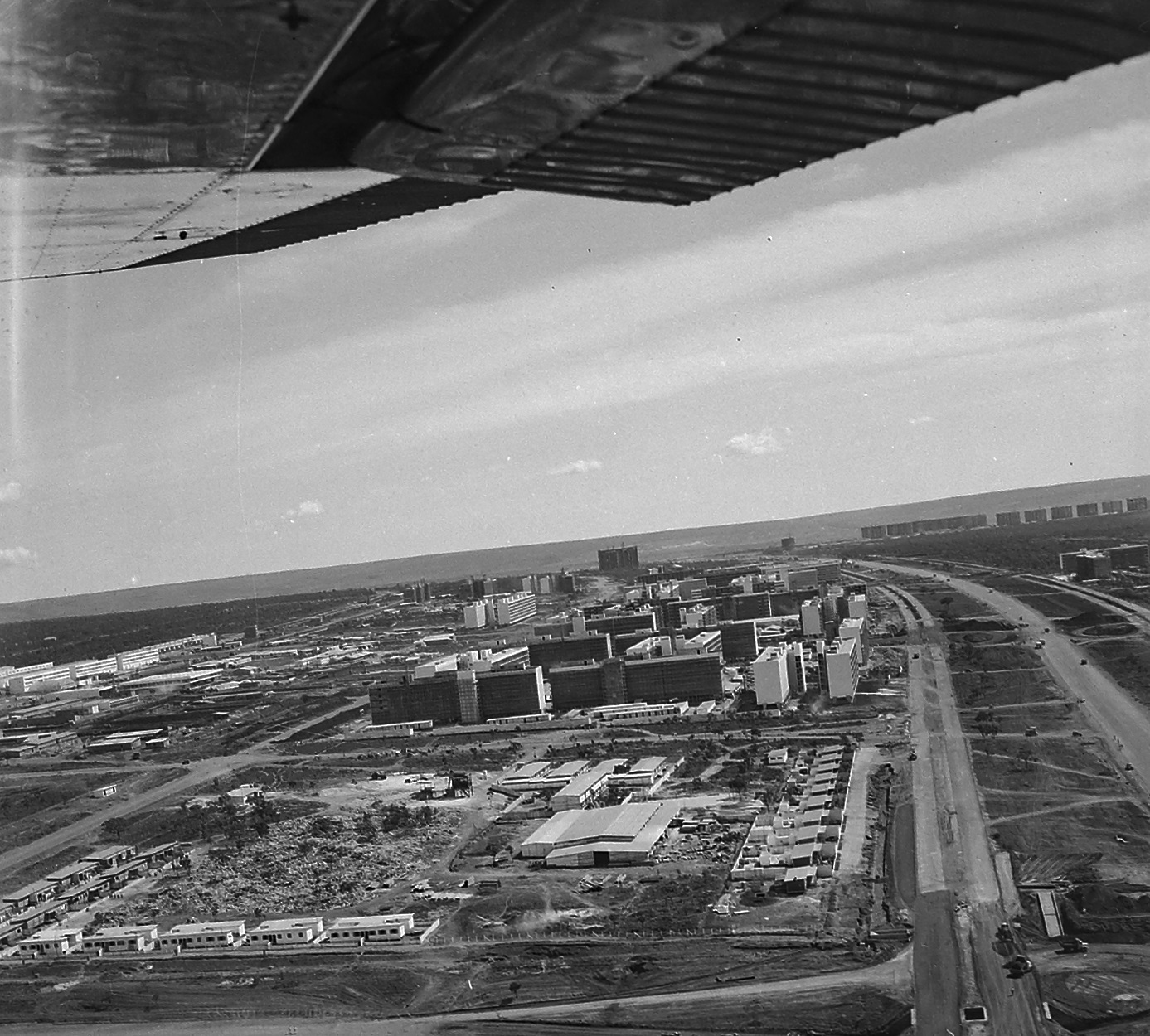
Eixão e "eixinhos" sendo construídos na Asa Sul.

O Eixo Rodoviário surge junto como a proposta urbanística de Lúcio Costa para o Plano Piloto, entregue a comissão do Concurso do Plano Piloto da Nova Capital do Brasil em 1957. 
No famoso relatório justificativo de Lúcio, ele descreve como chegou ao desenho: no item 1, ele faz uma cruz, segundo ele, um "gesto primário de quem assinala um lugar ou dele toma posse". Nos itens seguintes, ele curva um dos eixos e atribui a esse eixo curvado uma função circulatória, com vias centrais de velocidade e vias marginais - que ficaram conhecidos como eixinhos - a esta para tráfego local, com essa região ficando com a maior parte das habitações: nascia ali tanto o Eixo Rodoviário quanto as Asas Norte e Sul.
O relatório também descreve outras características como o trânsito livre de cruzamentos, as passagens para pedestres e as superquadras, ladeadas por vegetação, com fácil acesso ao eixo e as suas vias paralelas. No item 22, ele estabelece a divisão da cidade em norte e sul a partir do Eixo Monumental, o que nomeará as vias paralelas norte-sul com N e S e as quadras. As vias paralelas ao Eixo Rodoviário acabaram seguindo uma lógica parecida, recebendo um L ou W (de leste e west, oeste em inglês) conforme a posição e o afastamento do Eixão.
O Eixo Rodoviário foi inaugurado junto com a cidade em 21 de abril de 1960, recebendo alguns eventos no três dias de celebrações, como a corrida inaugural no dia 23.
Por ser acesso ao Aeroporto Internacional de Brasília, eventos que envolvam a chegada, como em casos de eventos esportivos, tem seus desfiles passando pelo Eixão Sul.

## Características

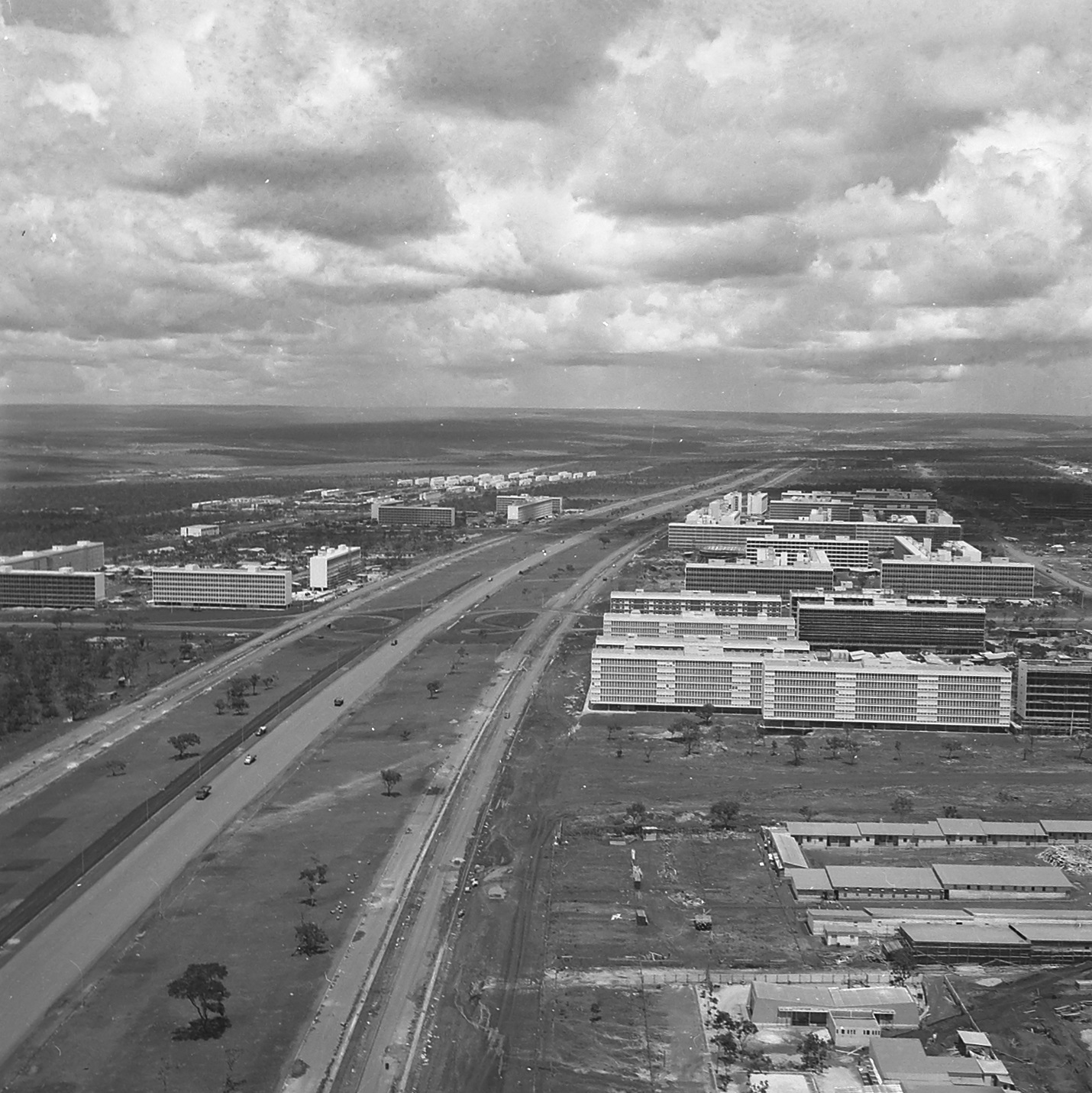
O Eixão e suas vias laterais nos primeiros anos de Brasília.

O Eixo Rodoviário é uma via de sete faixas, com três em cada sentido e uma, no meio delas, que não é usada como via e é conhecida como "faixa presidencial". Como previsto em projeto, não há cruzamentos diretos, com todas as rodovias que a cruzam passando sob a via. A Rodoviária do Plano Piloto, onde o Eixo Monumental passa sob o Eixão, divide a via em duas partes, o Eixão Norte e o Eixão Sul, que correspondem a área da via nos bairros Asa Norte e Asa Sul, respectivamente. Mais de oitenta mil veículos circulavam todos os dias em 2011, e em 2020, já eram mais de 120 mil.
A via começa em dois Trevos de Triagem: o Trevo de Triagem Norte, vindo da Ponte do Bragueto e da Estrada Parque Torto (EPTT ou DF-007), é o limite norte da via, e ao sul, ela parte do Trevo de Triagem Sul, onde encontra a Estrada Parque Aeroporto (EPAR ou DF-047). A velocidade máxima é de oitenta quilômetros por hora, com uma parte com redução próximo a Rodoviária, e caminhões são proibidos.

### Faixa presidencial
A faixa central do Eixão não é usada para o trânsito, servindo apenas para dividir as seis faixas nos dois sentidos. É conhecida como faixa presidencial pois estaria livre sob a justificativa de ter sido usada por comboios oficiais como o do Presidente do Brasil, visto que o Eixão é caminho entre a Residência Oficial da Granja do Torto e o Palácio do Planalto, nos primeiros anos da cidade. 
Entretanto, moradores antigos afirmam que o trânsito no Eixo Rodoviário era tranquilo nos primeiros anos, não havendo necessidade disso, levando a crer que a a história não é verdadeira, apesar do nome ter ficado. Segundo o Departamento de Estradas e Rodagem (DER), trata-se apenas de uma faixa de separação - apesar de que, de fato, ela pode ser usada por veículos oficiais e ambulâncias. Propostas para tornar a faixa presidencial um canteiro central, que tornaria a passagem de pedestres mais segura, já aconteceram, mas devido ao tombamento da cidade, não vão pra frente.

### Passagens subterrâneas
Como o tráfego de veículos no Eixo Rodoviário é intenso, existem passagens subterrâneas para que os pedestres atravessem. Essas passagens não são completamente fechadas, parte delas é a céu aberto.
16 passagens subterrâneas estão distribuídas a cada duas quadras no Plano Piloto de Brasilia, 8 na Asa Norte e 8 na Asa Sul. Algumas passagens já sofreram vandalismo e estão recebendo melhorias na iluminação.
Não é incomum que as pessoas resolvam, ao invés de usar as passagens, atravessar as sete faixas do Eixão por cima, já que há uma sensação de insegurança ao utilizar essas passagens. Já aconteceram propostas para tornar a faixa presidencial um canteiro central para os transeuntes.

### Conservação
A via teve sua última manutenção rotineira, com recuperação do asfalto e da sinalização e restauro da faixa presidencial, feita em 2020.

Um desabamento de um dos viadutos do Eixão, perto da Galeria dos Estados, aconteceu em 2018, e trouxe a tona os problemas estruturais de vários viadutos similares do Eixo Rodoviário. O trecho da rodoviária e passagens de pedestre estão entre os locais críticos.

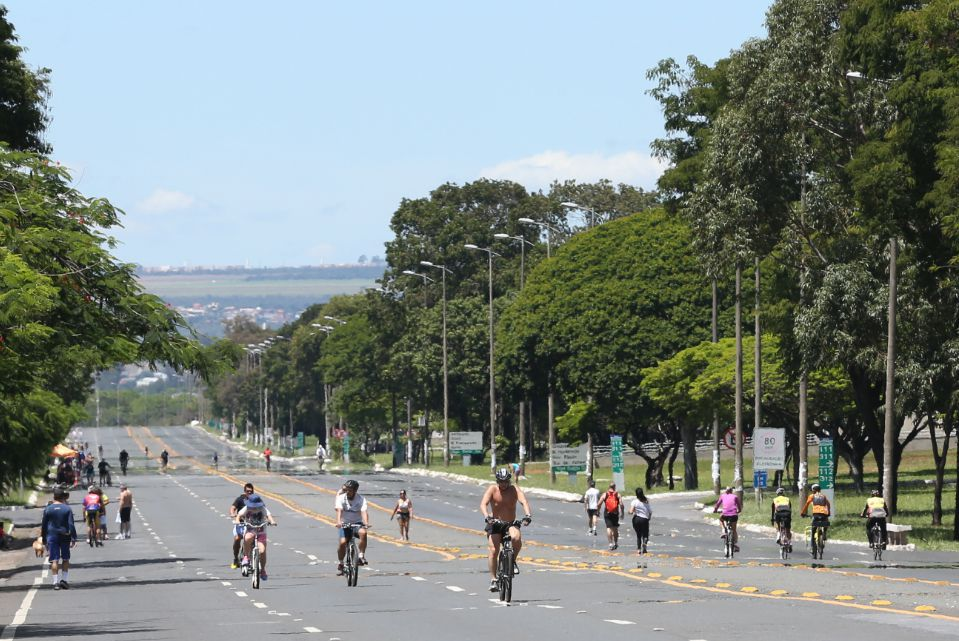
Eixão fechado para pedestres e ciclistas nos domingos, no chamado Eixão do Lazer.

### Eixão do Lazer
Considerado como um dos maiores lazeres de várias gerações de brasilienses, o Eixão fecha para os carros aos domingos desde junho de 1991, se tornando um lar para os apreciadores de caminhadas e patins, ciclistas, skatistas e outros pedestres.
O Eixão fica fechado aos domingos e feriados, das 6h às 18h.

## Metrô
O gramado oeste do Eixão Sul foi usado para a passagem dos túneis do Metrô do Distrito Federal. A Asa Sul é a única parte do Plano Piloto plenamente servida pelo Metrô, que percorre toda a extensão do Eixo Rodoviário no bairro, indo até a Estação Central, próxima a Rodoviária do Plano Piloto. Além da Central, sete estações ficam no Eixão Sul e outra está em planejamento. O plano de expansão do Metrô inclui a chegada de linhas e instalações de estações na Asa Norte, seguindo o caminho do Eixão.

## Cultura popular
Uma música do Legião Urbana, banda brasileira de rock que surgiu na cidade, se chama Travessia do Eixão. A música, cuja letra parodia uma oração, fala sobre o perigo da travessia da via, rumo a "casa da Noélia" - Noélia Ribeiro era a então namorada de Nicolas Behr, e os dois andavam com Renato Russo e seus amigos. Nicolas fez um poema para a namorada, do qual foi baseada a música, que o vocalista da Legião usava para aquecer o vocal antes dos shows. Ele acabou gravando a música quando procurava uma canção que representasse Brasília, e os amigos sugeriram essa, já que ele já cantava com frequência. A gravação acabou sendo incluída no último álbum da banda, Uma Outra Estação, lançado após a morte de Renato.